# Милейчиці
Милейчиці (Мілейчиці, Милейчичі, Мілейчичі, пол. Milejczyce) — село в Польщі, у гміні Милейчиці Сім'ятицького повіту Підляського воєводства. Центр гміни. Населення — 899 осіб (2011).

## Історія
Милейчиці були центром однієї із 7 волостей Берестейського староства у складі Великого князівства Литовського. Міські права отримали у 1516 році, після видання королем польським та великим князем литовським і руським Сигізмундом Старим привілею на міське магдебурзьке право 14 травня 1516 року. 15 травня того ж 1516 року Сигізмунд видав привілей на пожиттєву посаду міського війта для Миколая Лиґози. У той час місто було важливим центром на шляху з Берестя до Більська. Згідно з локаційним привілеєм місто отримувало прибутки з корчем, пивоварень, м'ясних крамниць і виробництва горілки. Крім того, Мілейчиці отримали 188 волок землі. У 1566 році у місті було 3 ковалі, З кушніри, 2 млинарі, 2 гончарі, 2 кравці, один швець-«сідельник» та 27 корчем: 2 медові, 15 пивних і 10 горілчаних.
До Першої світової війни належали до Берестейського повіту Російської імперії. У XIX столітті Милейчиці, будучи розташованими осторонь від нових комунікаційних шляхів, втратили своє значення. Після Першої світової війни, вже без міських прав, у Милейчицях було 224 доми та мешкало 1180 осіб. У 1917 році у часи УНР в поселенні короткочасно діяла українська школа.
Після Першої світової війни увійшли до складу Більського повіту міжвоєнної Польської Республіки.
У 1975—1998 роках село належало до Білостоцького воєводства.
У 1996 році були безуспішні спроби запровадити українську мову у школі в Милейчицях.

## Населення
У говірці Милейчиць та його околиць трапляється мовне явище ікавізм (у закритих складах відбувається перехід звуків «і» до «о»).
У XIX столітті населення Милейчиць становило 1180 осіб. За переписом 1897 року мешкало 1685 осіб, з них 814 — євреїв.
Згідно з переписом 2011 року населення села становило 899 осіб.
Демографічна структура на 31 березня 2011 року:
|          | Загалом | Допрацездатний вік | Працездатний вік | Постпрацездатний вік |
| -------- | ------- | ------------------ | ---------------- | -------------------- |
| Чоловіки | 414     | 66                 | 284              | 64                   |
| Жінки    | 485     | 83                 | 233              | 169                  |
| Разом    | 899     | 149                | 517              | 233                  |

## Релігія
Церква Святого Миколи була в Милейчицях вже у XV столітті. У XVI столітті також згадується про церкву Святої Варвари — її настоятель брав участь у 1596 році у синоді противників Берестейської унії. Сьогодні парафіяльною церквою є церква Святої Варвари, а на цвинтарі міститься дерев'яна каплиця Святого Миколи.

## Відомі люди

### Уродженці
- Костянтин Симінський (1879—1932) — інженер-дослідник будівельної механіки, професор, дійсний член АН УРСР.

## Галерея

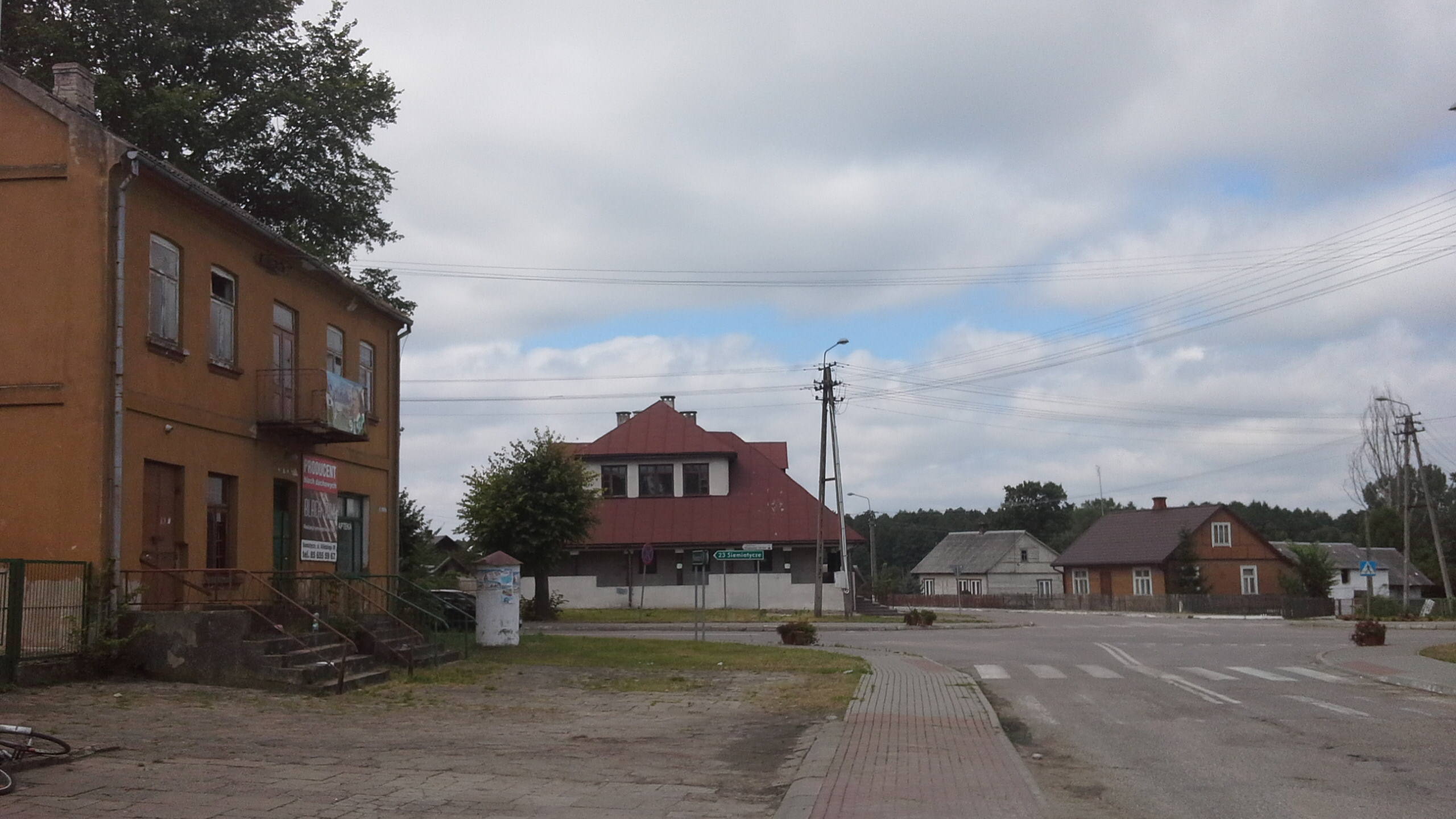
Головна площа Милейчиць
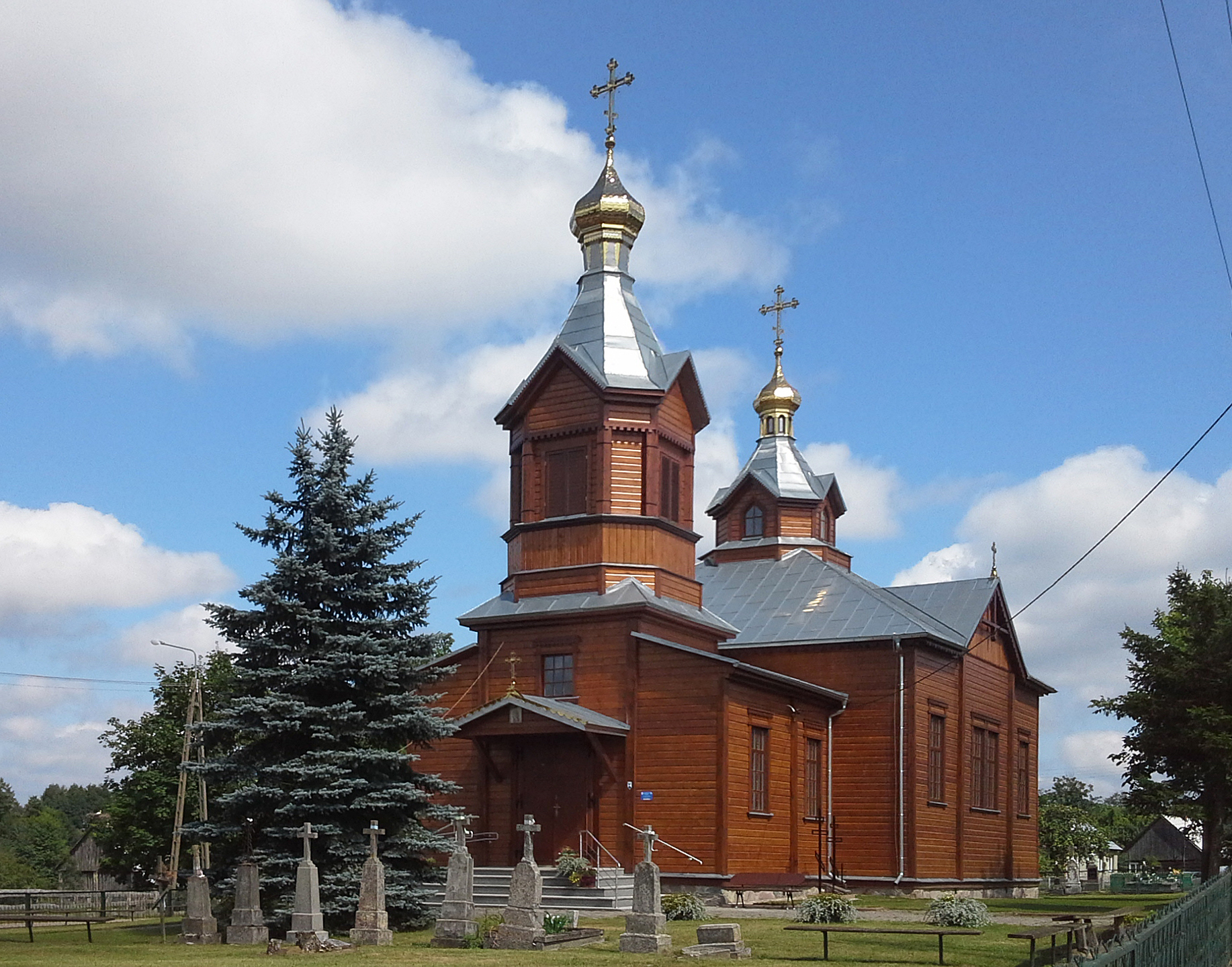
Православна церква Святої Варвари
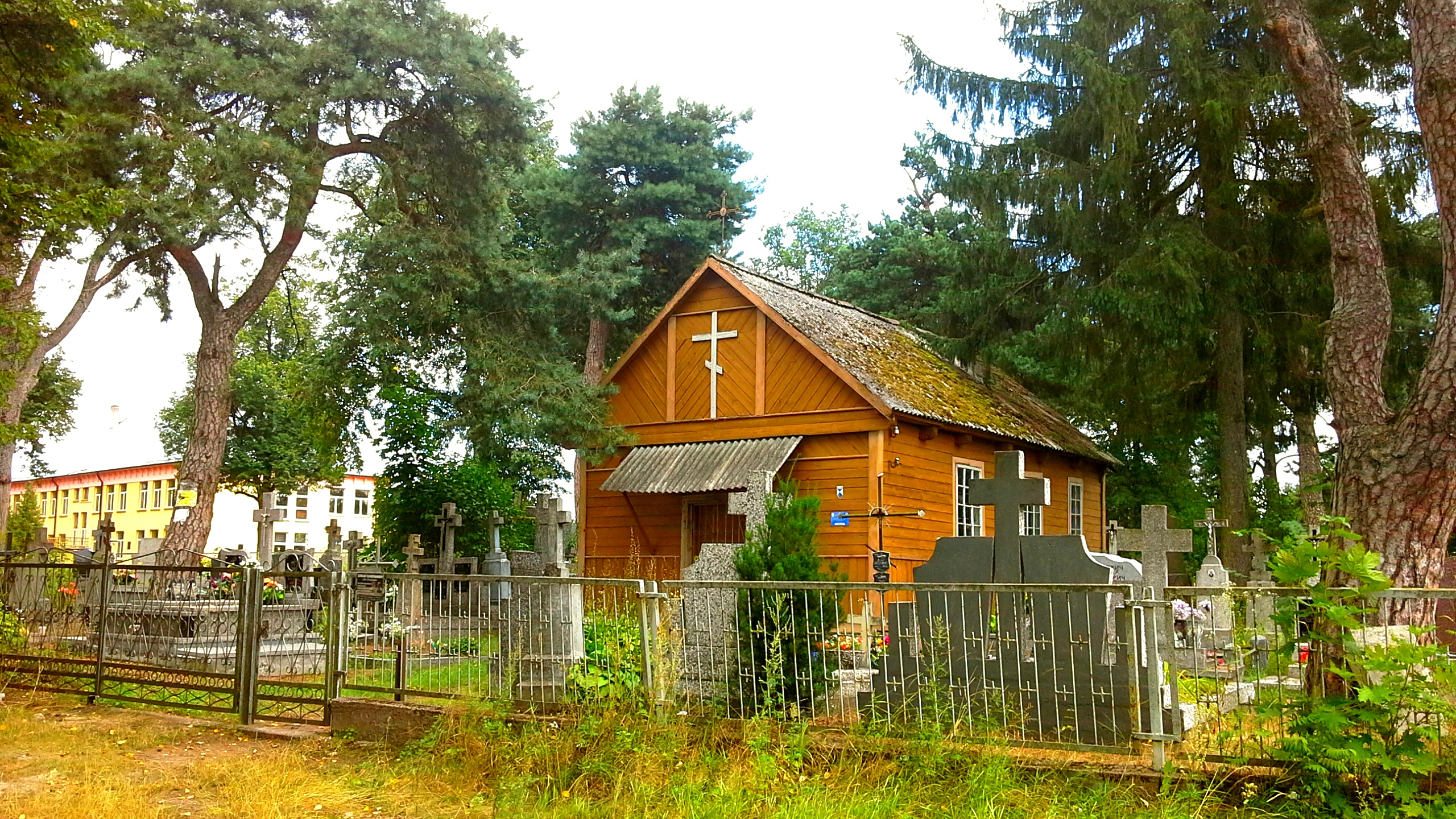
Каплиця Святого Миколи на старому православному цвинтарі
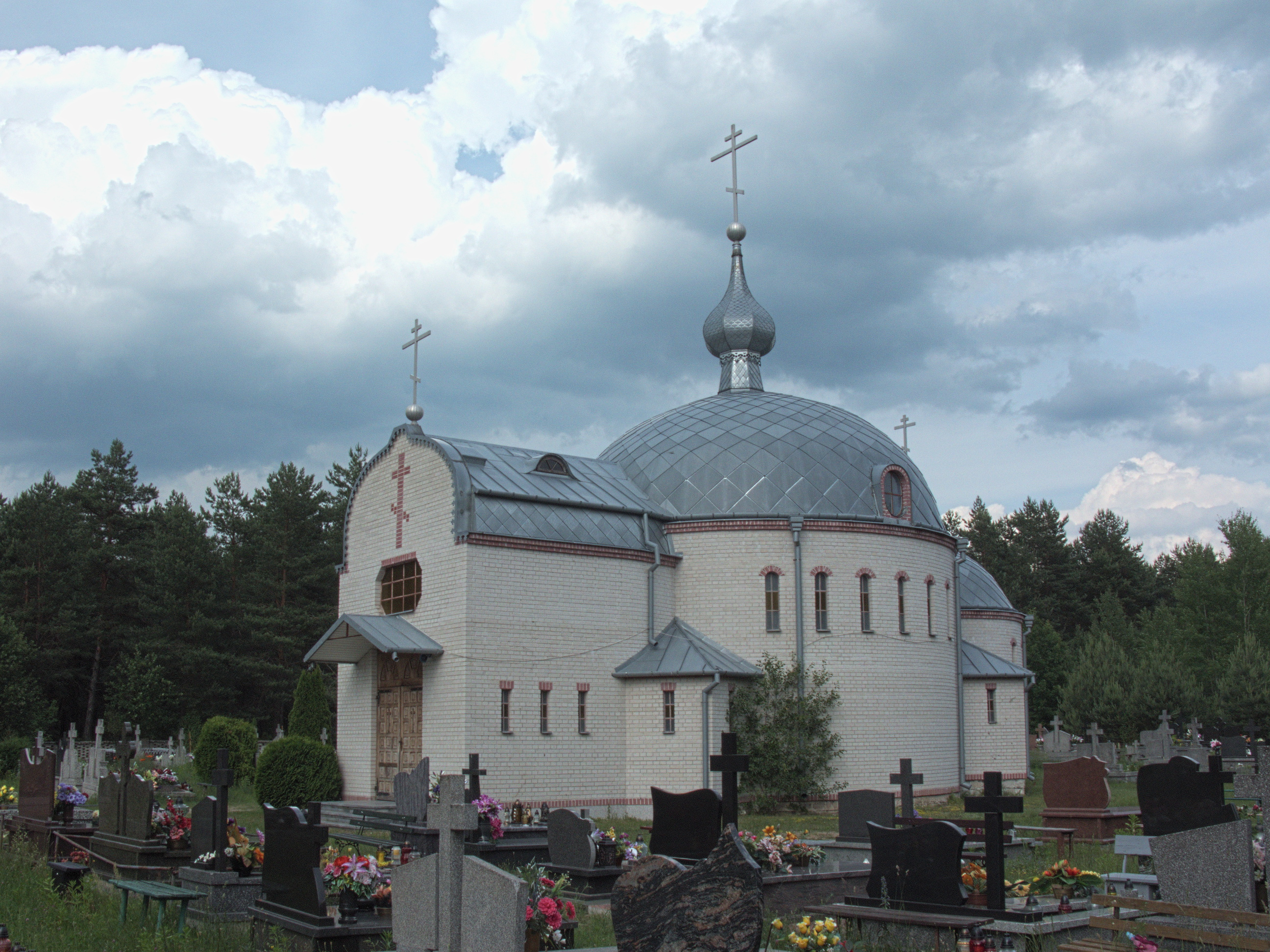
Каплиця Святого Апостола Фоми на новому православному цвинтарі
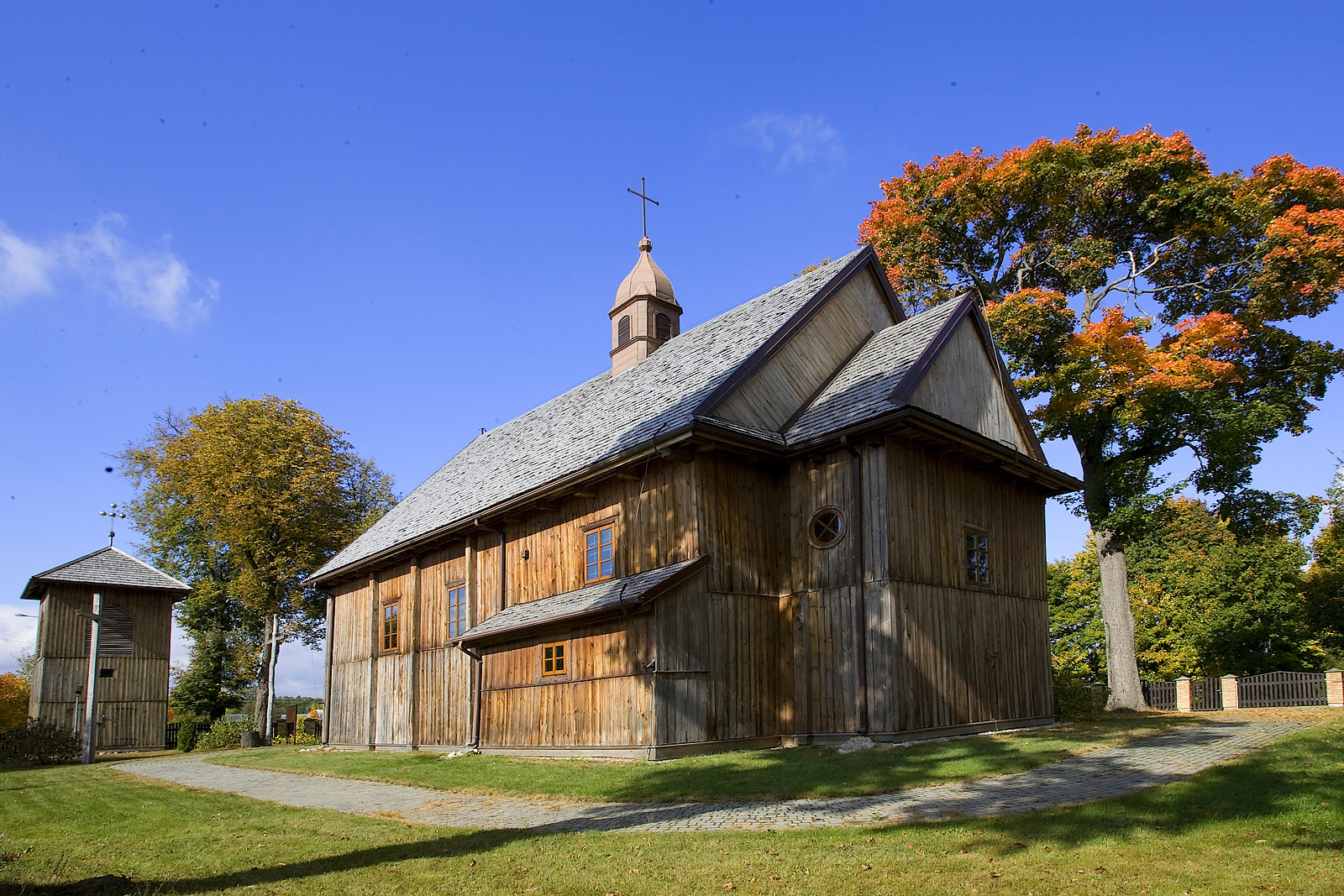
Костел Святого Станіслава
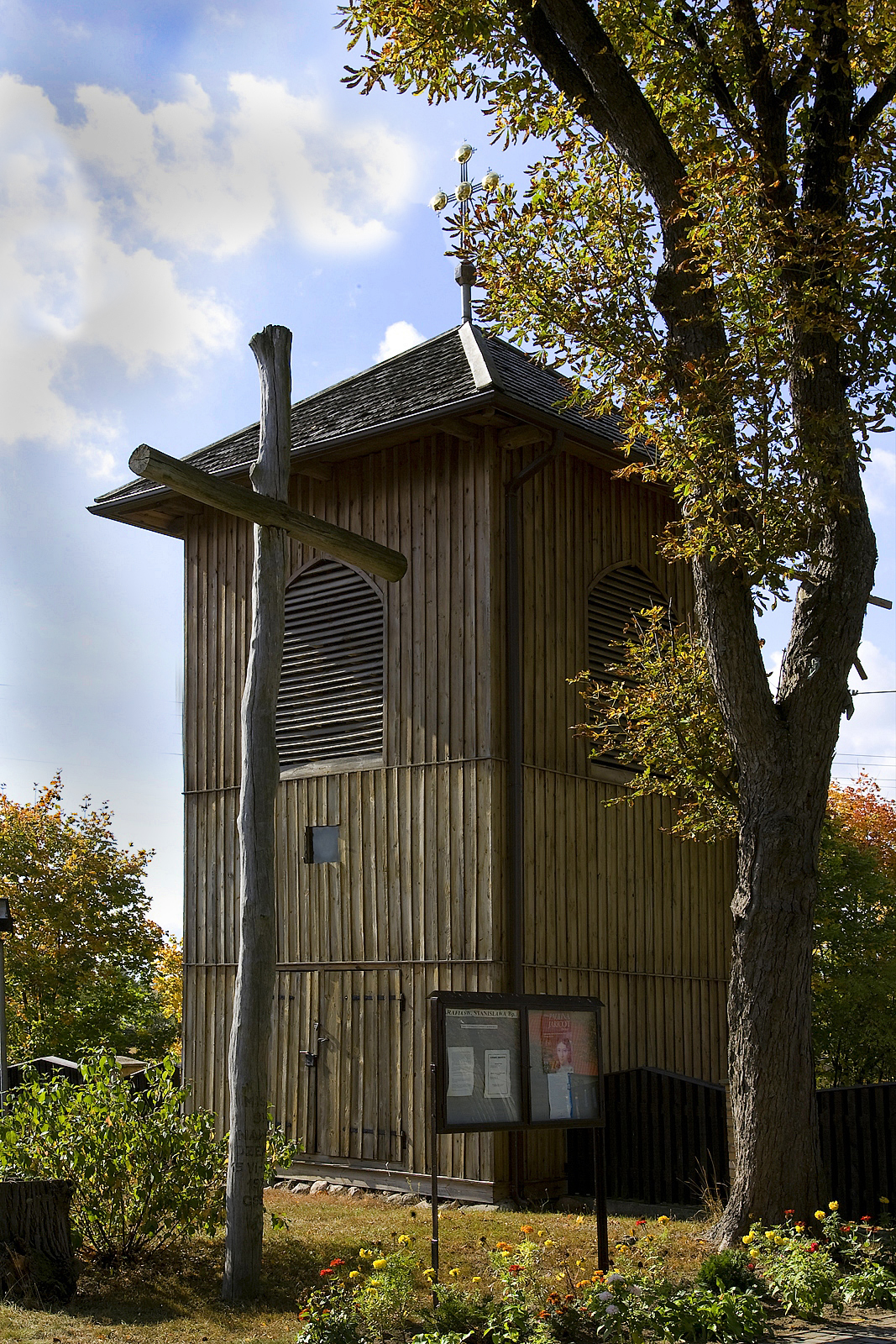
Дзвіниця костелу
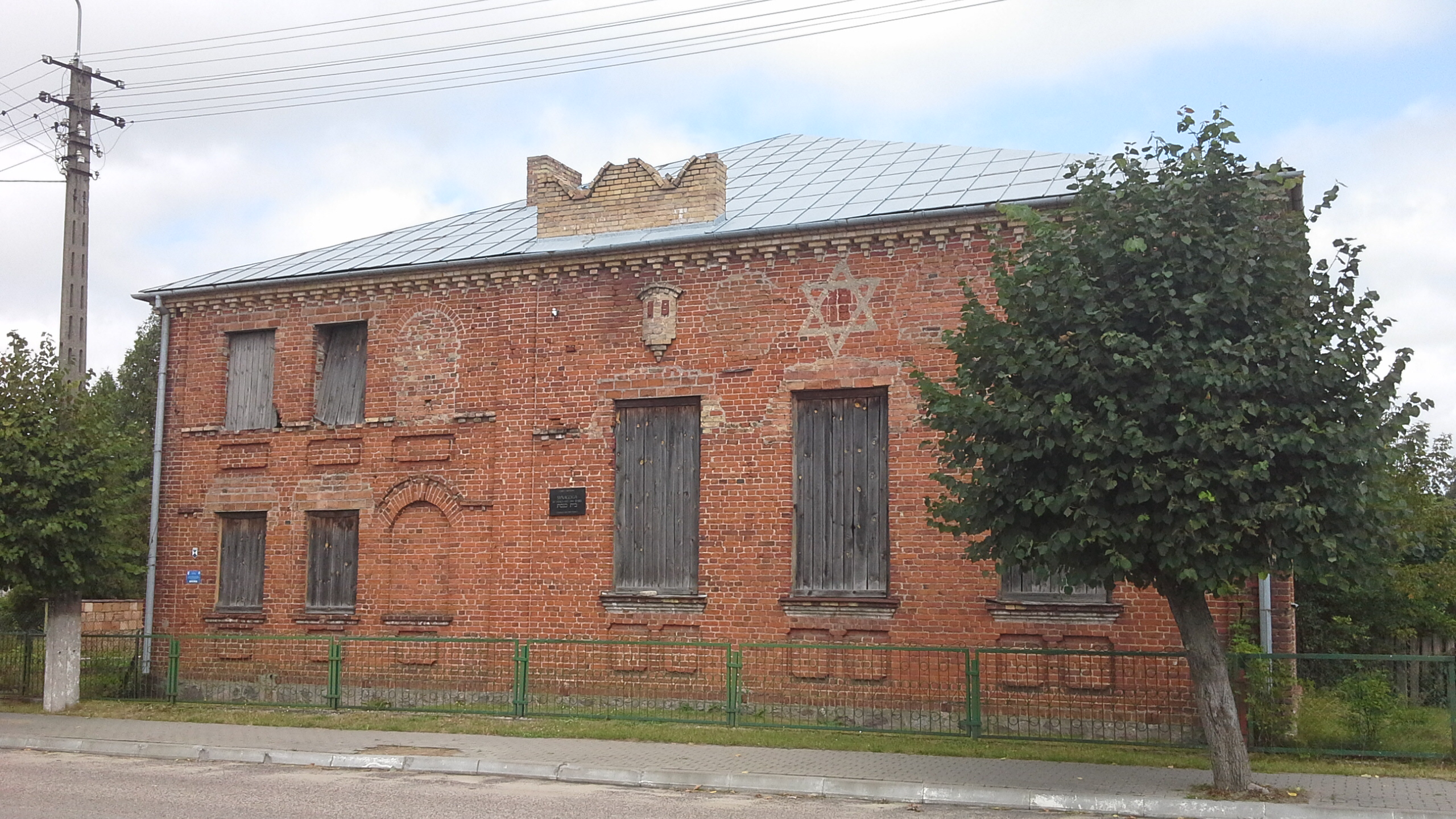
Колишня синагога
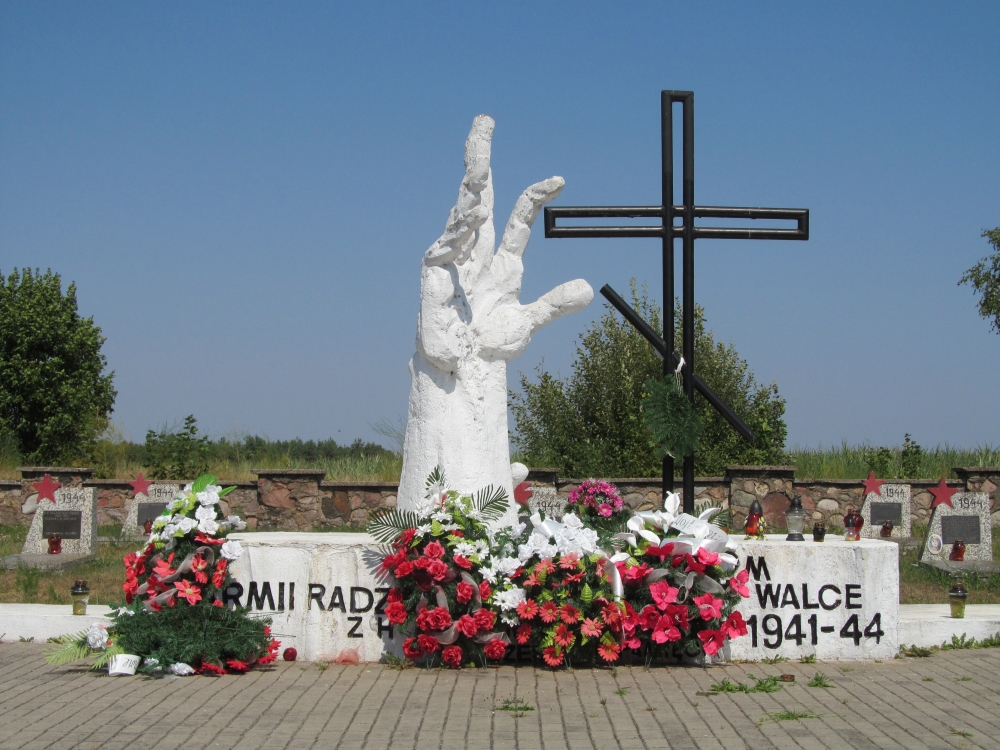
Пам'ятник на кладовищі солдат Радянської армії
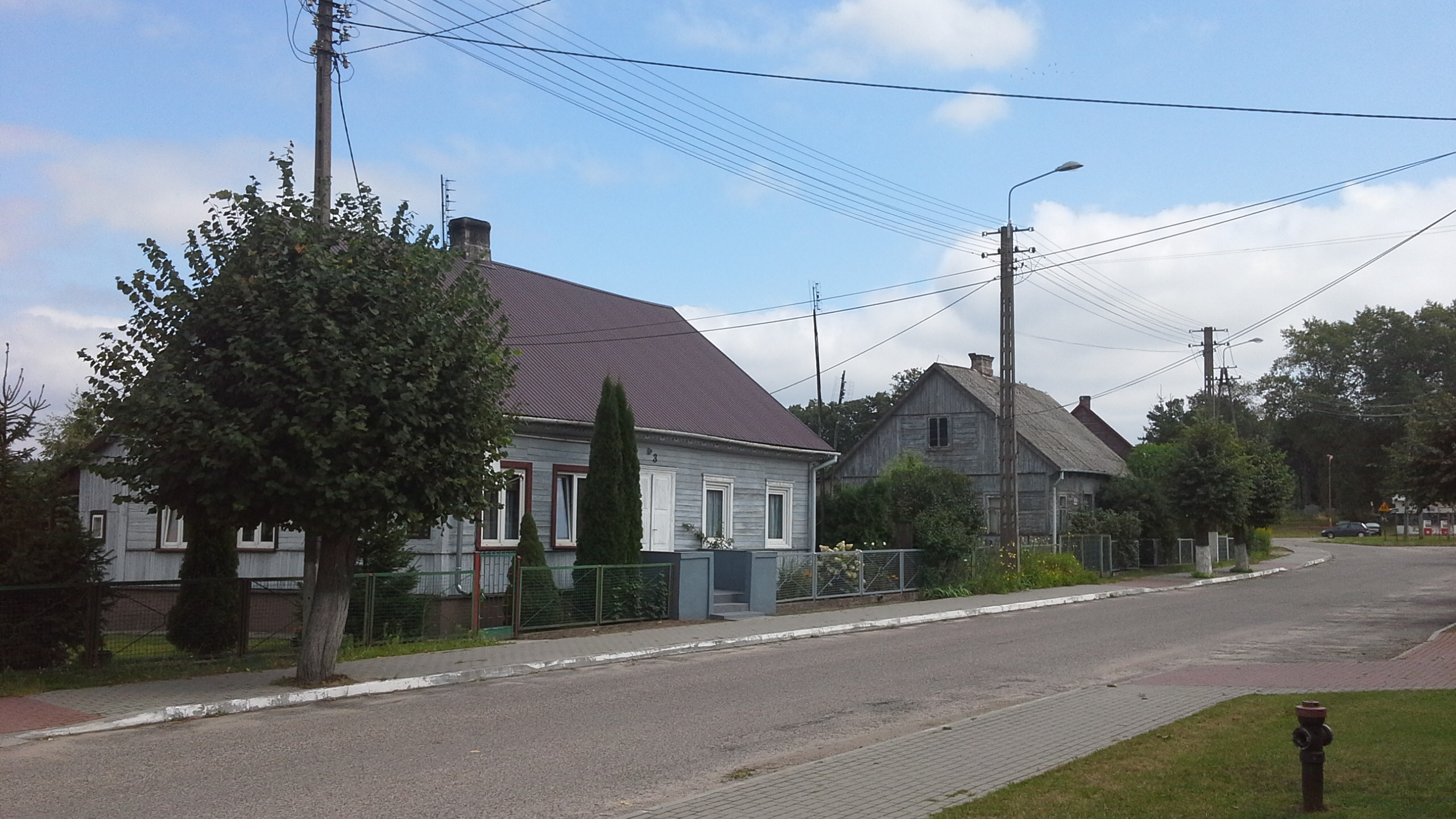
Дерев'яні будинки Милейчиць
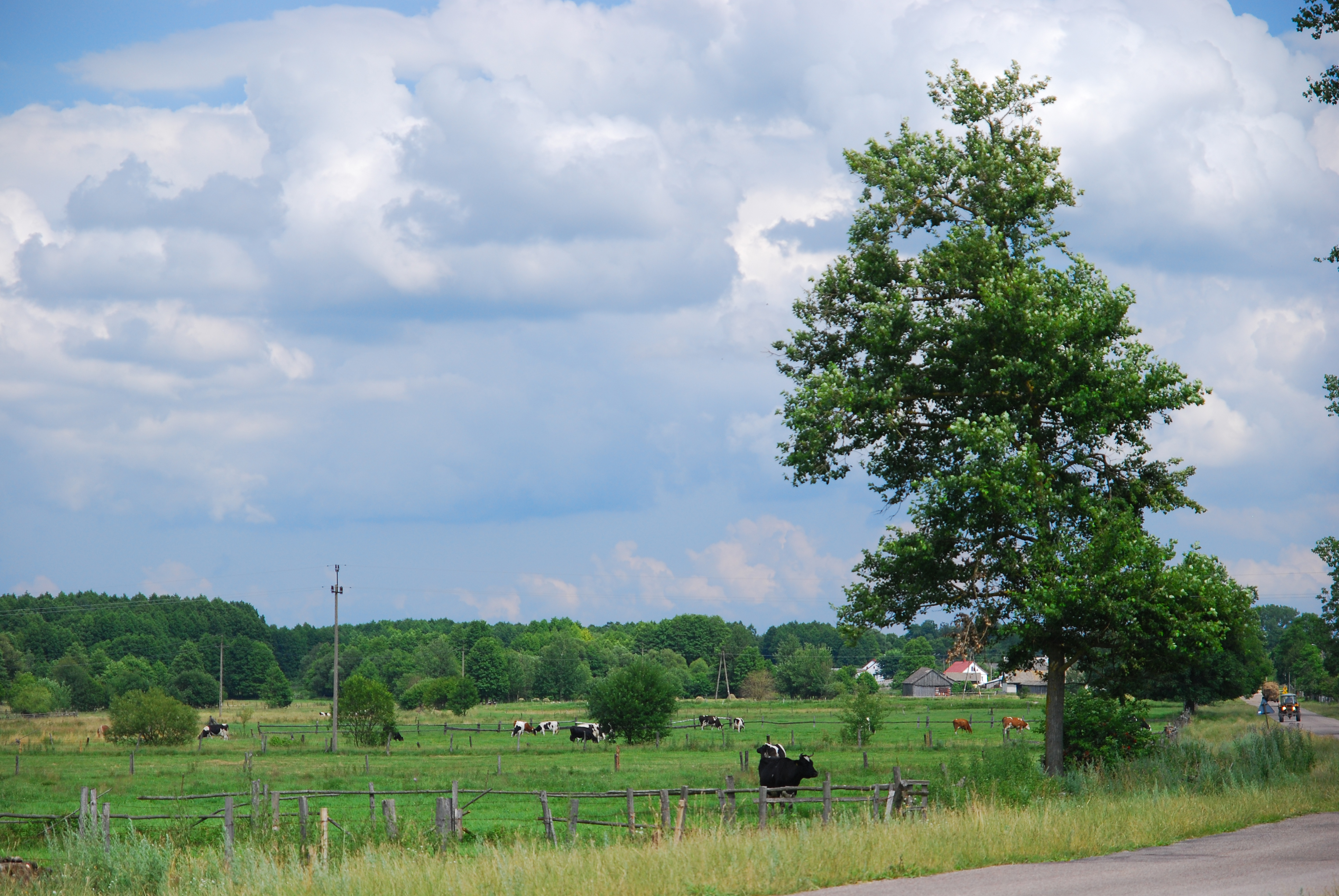
Околиці Милейчиць